# بريجيت برينتس
بريجيت برينتس (بالألمانية: Birgit Prinz) من مواليد (25 أكتوبر،1977 في فرانكفورت) هي لاعبة كرة قدم ألمانية دولية معتزلة، تألقت مع المنتخب الوطني الألماني للسيدات في مركز مهاجمة، وتحمل أعلى رصيد من الأهداف في مونديال السيدات وهو 14 هدف. كانت تلعب لنادي فرانكفورت أف أف سي في الدوري الألماني الأول لكرة القدم للسيدات.

## حياتها الكروية
شاركت مع منتخب بلادها الوطني في أربع بطولات كأس العالم للسيدات وذلك في 1995، 1999، 2003، 2007 ولم تتغيب إلا عن البطولة الأولى حيث أن بطولة مونديال السيدات قد أنطلقت في سنة 1991 وكانت حينها في سن 14 ربيعاً.
حازت بريجيت برينتس على جائزة أفضل لاعبة كرة قدم في العالم ثلاث مرات متتالية وذلك في كلٌ من سنة 2003، 2004، 2005
وتعد اللاعبة الأكثر إحرازاً لهذا اللقب منذ انطلاقه في سنة 2001 ،وقد حلــّت وصيفة لأفضل لاعبة في العالم أيضاً ثلاث مرات وذلك في السنوات 2002، 2007، 2008 فلم يحالفها الحظ في نيل الجائزة.
كما تعد صاحبة الرقم القياسي في نيل جائزة أفضل لاعبة كرة قدم في الدوري الألماني للسيدات بإحرازها للقب لثمان سنوات متتالية بدءاً من 2001 ولغاية 2008.
وقد شاركت في تمثيل ألمانيا باللعب ضمن المنتخب الأولمبي الألماني للسيدات بدورة الألعاب الأولمبية الصيفية في أثينا 2004 والتي نال فيها المنتخب الألماني لكرة القدم للسيدات المركز الثالث.
وتعد بريجيت برينتس واحدة من ثلاث سيدات ألمانيات هن فقط اللاتي تجاوزن مع منتخب بلادهن أكثر من 150 مباراة دولية فهي بنهاية شهر أغسطس 2009 بلغ إجمالي مبارياتها الدولية 194 مباراة دولية سجلت خلالها 123 هدف كما أصبحت في مونديال 2007 للسيدات أكثر اللاعبات تسجيلاً للأهداف في هذه البطولة بعد أن أرتفع مجموع أهدافها إلى 14 هدف.
وفي سنة 2003 تلقت عرض من لوسيانو جوتشي رئيس نادي بيروجيا كالتشيو الإيطالي للعب في صفوف النادي لكنها رفضت العرض.

## روابط خارجية
- بريجيت برينتس على موقع IMDb (الإنجليزية)
- بريجيت برينتس على موقع الموسوعة البريطانية (الإنجليزية)
- بريجيت برينتس على موقع قاعدة بيانات الفيلم (الإنجليزية)
- بريجيت برينتس على موقع الاتحاد الدولي (مؤرشف)  (الإنجليزية)
- بريجيت برينتس على موقع الاتحاد الأوربي (الإنجليزية)
- بريجيت برينتس على موقع قاعدة بيانات كرة القدم.إي يو (الإنجليزية)
- بريجيت برينتس على موقع Soccerway.com (الإنجليزية)
- بريجيت برينتس على موقع عالم كرة القدم.نت (الإنجليزية)
- بريجيت برينتس على موقع أوليمبيديا (الإنجليزية)